# Новониколаевка (Ленинский район)
Новоникола́евка (до середины XIX века Кача́н, ранее Кача́н-Беш-Кую́; укр. Новомиколаївка, крымскотат. Qaçan, Къачан) — село в Ленинском районе Республики Крым, центр и единственный населённый пункт Новониколаевского сельского поселения (согласно административно-территориальному делению Украины — Новониколаевского сельсовета Автономной Республики Крым).

## Население
| 2001  | 2014  | 2015  | 2016  | 2017  | 2018  | 2019  |
| ----- | ----- | ----- | ----- | ----- | ----- | ----- |
| 1405  | ↘1172 | ↘1171 | ↘1154 | ↘1138 | ↘1115 | ↘1096 |
| 2020  | 2021  |       |       |       |       |       |
| ↘1074 | ↘1030 |       |       |       |       |       |

Всеукраинская перепись 2001 года показала следующее распределение по носителям языка
| Язык             | Процент |
| ---------------- | ------- |
| русский          | 70.18   |
| крымскотатарский | 17.37   |
| украинский       | 11.74   |
| другие           | 0.21    |

### Динамика численности
| - 1805 год — 72 чел. - 1864 год — 103 чел. - 1886 год — 573 чел. - 1889 год — 533 чел. - 1892 год — 538 чел. - 1897 год — 673 чел. - 1902 год — 794 чел. | - 1915 год — 1055/85 чел. - 1926 год — 978 чел. - 1989 год — 1486 чел. - 2001 год — 1405 чел. - 2009 год — 1307 чел. - 2014 год — 1172 чел. |

## Современное состояние
На 2017 год в Новониколаевке числится 19 улиц, 1 переулок и территория Насосная станция-3; на 2009 год, по данным сельсовета, село занимало площадь 181,6 гектара на которой, в 500 дворах, проживало 1307 человек. В селе действуют средняя общеобразовательная школа и детский сад «Ромашка», сельский Дом культуры, библиотека, отделение Почты России, фельдшерско-акушерский пункт. Новониколаевка связана автобусным сообщением с Керчью и соседними населёнными пунктами. В центре села в 1980 году установлен памятный знак авторства В. У. Улаева и С. Д. Мкртчана, в честь воинов — односельчан, погибших в годы Великой Отечественной войны, объект культурно-исторического наследия.

## География
Новониколаевка расположена в северной части района и Керченского полуострова, у истока маловодной балки (реки) Зелёный Яр в северных отрогах Парпачского хребта, высота центра села над уровнем моря — 110 м.
Находится примерно в 29 километрах (по шоссе) на восток от районного центра Ленино, ближайшая железнодорожная станция Пресноводная (на линии Джанкой — Керчь) — около 7 километров. Есть АЗС, церковь, этнографический музей. Транспортное сообщение осуществляется по региональной автодороге 35Н-338 от шоссе «граница с Украиной — Джанкой — Феодосия — Керчь» до Золотого (по украинской классификации — С-0-10831).

## История
Существует устоявшееся мнение, что современная Новониколаевка — потомок крымскотатарской деревни Качан, которая в последний период Крымского ханства, согласно Камеральному Описанию Крыма… 1784 года, как Кочан , входила в Орта Керченский кадылык Кефинского каймаканства, но, на всех известных картах Качан, или Качин, расположен примерно в 3,5 км к юго-востоку от современного села. Видимо, в середине XIX века, когда была основана Новониколаевка, переселившиеся с уже русского Качана жители сохранили в памяти старое название.
После присоединения Крыма к России (8) 19 апреля 1783 года, (8) 19 февраля 1784 года, именным указом Екатерины II сенату, на территории бывшего Крымского Ханства была образована Таврическая область и деревня была приписана к Левкопольскому, а после ликвидации в 1787 году Левкопольского — к Феодосийскому уезду Таврической области. После Павловских реформ, с 1796 по 1802 год, входила в Акмечетский уезд Новороссийской губернии. По новому административному делению, после создания 8 (20) октября 1802 года Таврической губернии, Качан был включён в состав Акмозской волости Феодосийского уезда.
По Ведомости о числе селений, названиях оных, в них дворов… состоящих в Феодосийском уезде от 14 октября 1805 года , в деревне Коп-Бешкой числилось 18 дворов и 72 жителя. На военно-топографической карте генерал-майора Мухина 1817 года деревня Чок Бешкуй обозначена также с 18 двором. После реформы волостного деления 1829 года Коп Бешуй, согласно «Ведомости о казённых волостях Таврической губернии 1829 года», переподчинили из Аккозской волости в Чалтемирскую. Видимо, вследствие эмиграции крымских татар в Турцию, деревня опустела и на карте 1836 года в деревне 5 дворов, а на карте 1842 года Коп Бешкуй обозначен условным знаком «малая деревня», то есть, менее 5 дворов.
В 1860-х годах, после земской реформы Александра II, деревню приписали к Сарайминской волости. Согласно «Списку населённых мест Таврической губернии по сведениям 1864 года», составленному по результатам VIII ревизии 1864 года, Качан — владельческая русская деревня с 18 дворами и 103 жителями при колодцах. На трёхверстовой карте Шуберта 1865—1876 года в деревне Качин обозначено 20 дворов.
На 1886 год в деревне Ново-Николаевка (или Кочак), уже Петровской волости, согласно справочнику «Волости и важнѣйшія селенія Европейской Россіи», проживало 573 человека в 60 домохозяйствах, действовала школа. По «Памятной книге Таврической губернии 1889 года», по результатам Х ревизии 1887 года, в деревне Ново-Николаевка числилось уже 80 дворов и 533 жителя. По «…Памятной книжке Таврической губернии на 1892 год» в Ново-Николаевке, входившей в Ново-Николаевское сельское общество, числилось 538 жителей в 85 домохозяйствах, а в безземельной Ново-Николаевке, не входившей в сельское общество, жителей и домохозяйств не числилось. Перепись 1897 года зафиксировала в деревне Ново-Николаевка 673 жителя, из которых 669 православных. По «…Памятной книжке Таврической губернии на 1902 год» в деревне Ново-Николаевка, входившей в Ново-Николаевское сельское общество, числилось 794 жителя в 149 домохозяйствах. На 1914 год в селении действовало земское училище. По Статистическому справочнику Таврической губернии. Ч.II-я. Статистический очерк, выпуск пятый Феодосийский уезд, 1915 год, в деревне Ново-Николаевка (или Кочан) Петровской волости Феодосийского уезда числилось 142 двора (120 дворов с землёй, 22 — безземельные) с русским населением в количестве 1055 человек приписных жителей и 85 «посторонних», из которых 575 мужчин и 565 женщин. Жители владели 1005 десятинами удобной земли. В хозяйствах имелось 330 лошадей, 200 волов, 160 коров и 400 голов овец, свиней, или коз.
После установления в Крыму Советской власти, по постановлению Крымревкома, 25 декабря 1920 года был образован Керченский (степной) уезд, а, постановлением ревкома № 206 «Об изменении административных границ» от 8 января 1921 года была упразднена волостная система и село вошло в состав Петровского района Керченского уезда, а в 1922 году уезды получили название округов. 11 октября 1923 года, согласно постановлению ВЦИК, в административное деление Крымской АССР были внесены изменения, в результате которых округа были отменены, Керченский округ слили с Феодосийским, Петровский район упразднили, влив в Керченский район. Согласно Списку населённых пунктов Крымской АССР по Всесоюзной переписи 17 декабря 1926 года, в селе Ново-Николаевка, центре Ново-Николаевского сельсовета Керченского района, числился 222 двора, из них 203 крестьянских, население составляло 978 человек (471 мужчина и 507 женщин). В национальном отношении учтено 58 русских, 906 украинцев, 4 белорусса, 5 армян, 3 болгарина, 1 грек, 1 записан в графе «прочие», действовала русская школа. Постановлением ВЦИК «О реорганизации сети районов Крымской АССР» от 30 октября 1930 года (по другим сведениям 15 сентября 1931 года) Керченский район упразднили и село включили в состав Ленинского, а, с образованием в 1935 году Маяк-Салынского района (переименованного 14 декабря 1944 года в Приморский) — в состав нового района. На километровой карте Генштаба Красной армии 1941 года в селе обозначено 179 дворов.

Во время Великой Отечественной войны, 11 апреля 1944 года вели бои за освобождение села воины Приморской армии. 5 погибших бойцов были похоронены в братской могиле. Там же похоронены четверо воинов, павших в 1941—1942 годах при проведении Керченско-Феодосийской десантной операции. В 1954 году на могиле был установлен памятник. Постановлением Совета министров Республики Крым № 627 от 20 декабря 2016 года оба памятника в селе отнесены к категории объектов культурно-исторического наследия России.

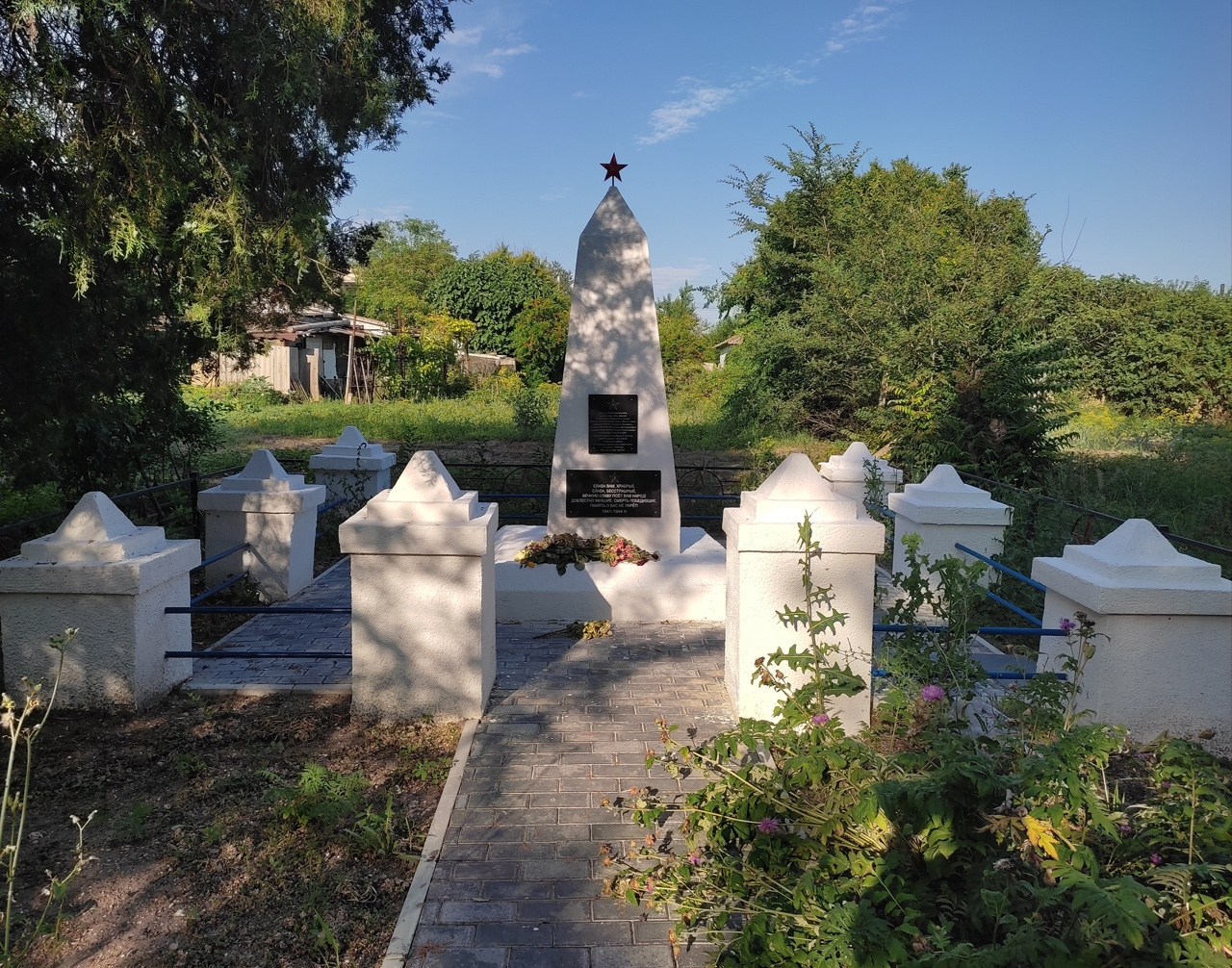
Братская могила.
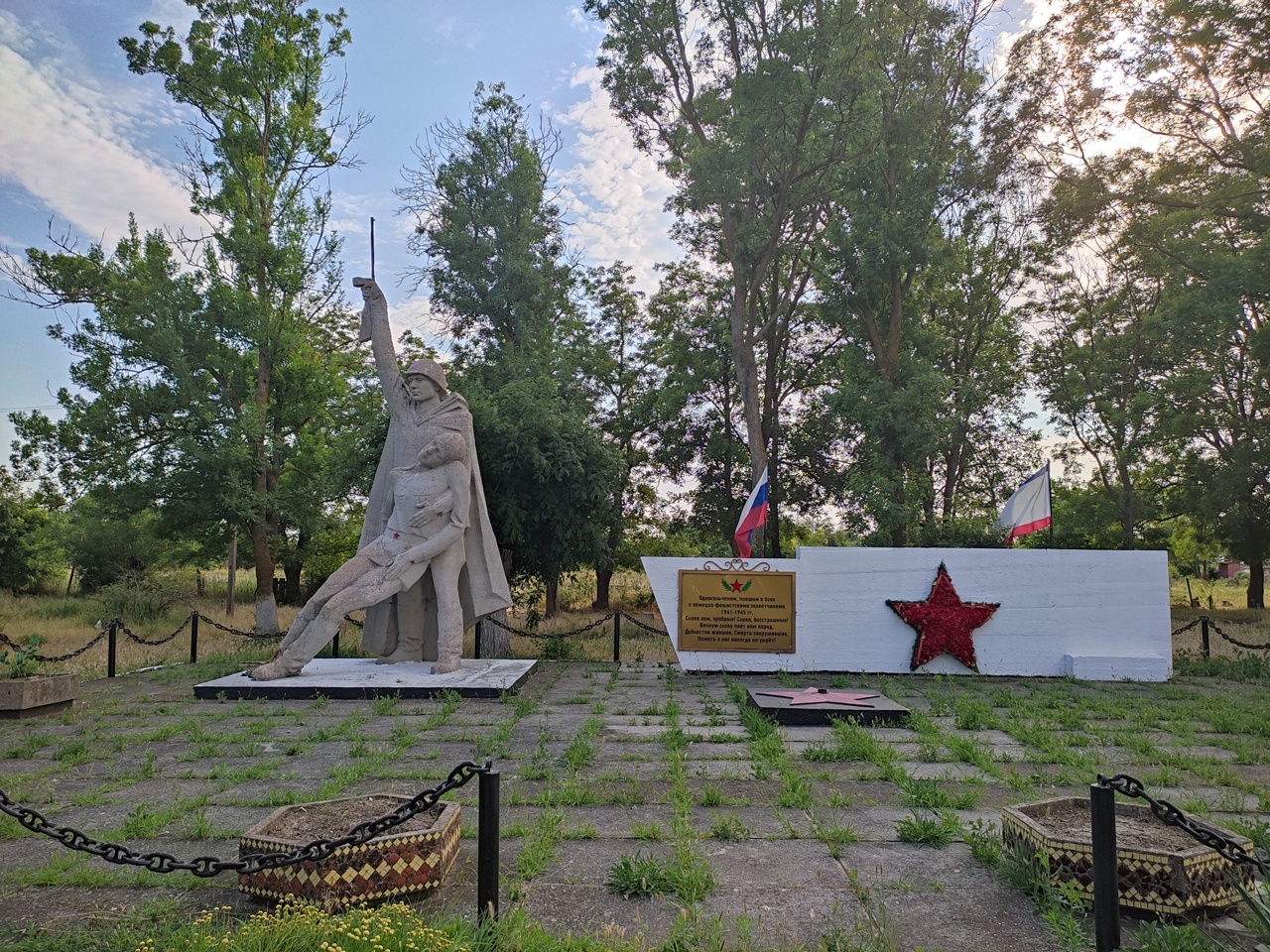
Памятный знак в честь воинов-односельчан.

После освобождения Крыма от фашистов, 12 августа 1944 года было принято постановление № ГОКО-6372с «О переселении колхозников в районы Крыма» и в сентябре того же года в район приехали первые новоселы 204 семьи из Тамбовской области, а в начале 1950-х годов последовала вторая волна переселенцев из различных областей Украины. С 25 июня 1946 года Новониколаевка в составе Крымской области РСФСР, а 26 апреля 1954 года Крымская область была передана из состава РСФСР в состав УССР. На 15 июня 1960 года Новониколаевский сельсовет ещё существовал. Указом Президиума Верховного Совета УССР «Об укрупнении сельских районов Крымской области», от 30 декабря 1962 года Приморский район был упразднён и вновь село присоединили к Ленинскому. К 1968 году сельсовет упразднили Новониколаевку передали в Горностаевский сельский совет, к 1977 году совет был восстановлен. По данным переписи 1989 года в селе проживало 1486 человек. С 12 февраля 1991 года село в восстановленной Крымской АССР, 26 февраля 1992 года переименованной в Автономную Республику Крым. С 21 марта 2014 года в составе Крыма аннексирована Россией.